# Кавлак
Кавлак (болг. Кавлак) — село в Болгарии. Находится в Великотырновской области, входит в общину Стражица. Население составляет 33 человека (2022).

## Политическая ситуация
Кавлак подчиняется непосредственно общине и не имеет своего кмета.
Кмет (мэр) общины Стражица — Стефан Рачков Стефанов (Национальное движение «Симеон Второй» (НДСВ)) по результатам выборов.